# Dekanija Laško - Videm ob Savi
Dekanija Laško - Videm ob Savi je dekanija Škofije Celje, ki je nastala 1. septembra 2021 z združitvijo dotedanje Dekanije Laško in Dekanije Videm ob Savi.

## Župnije
1. Artiče
2. Bizeljsko
3. Brestanica
4. Brežice
5. Dobova
6. Dol pri Hrastniku
7. Hrastnik
8. Jurklošter
9. Kapele pri Brežicah
10. Koprivnica
11. Laško
12. Loka pri Zidanem mostu
13. Marija Širje
14. Pišece
15. Razbor pod Lisco
16. Senovo
17. Sevnica
18. Sromlje
19. Sv. Jedert nad Laškim
20. Sv. Lenart nad Laškim
21. Sv. Marjeta pri Rimskih Toplicah
22. Sv. Miklavž nad Laškim
23. Sv. Rupert nad Laškim
24. Trbovlje - Sv. Marija
25. Trbovlje - Sv. Martin
26. Videm - Krško
27. Zabukovje
28. Zdole

## Dekani
- Rok Metličar (1. september 2021 –)